# Paul-Heinz Wellmann
Paul-Heinz Wellmann (ur. 31 marca 1952 w Haiger) – niemiecki lekkoatleta (średniodystansowiec) startujący w barwach RFN, medalista olimpijski z 1976 i trzykrotny halowy mistrz Europy.
Zdobył srebrny medal w biegu na 1500 metrów na mistrzostwach Europy juniorów w 1970 w Paryżu (za Klausem-Peterem Justusem z NRD). Na halowych mistrzostwach Europy w 1971 w Sofii zdobył brązowy medal w sztafecie 4 × 800 metrów (w składzie: Wellmann, Godehard Brysch, Dieter Friedrich i Bernd Epler). Zajął 7. miejsce w finale biegu na 1500 metrów na mistrzostwach Europy w 1971 w Helsinkach.
Na halowych mistrzostwach Europy w 1972 w Grenoble zwyciężył w sztafecie 4 × 4 okrążenia (razem z nim biegli Thomas Wessinghage, Harald Norpoth i Franz-Josef Kemper). Zajął 7. miejsce w biegu na 1500 metrów na igrzyskach olimpijskich w 1972 w Monachium. Ponownie zwyciężył w sztafecie 4 × 4 okrążenia na halowych mistrzostwach Europy w 1973 w Rotterdamie (w składzie: Reinhold Soyka, Josef Schmid, Wessinghage i Wellmann). Na mistrzostwach Europy w 1974 w Rzymie zajął 7. miejsce w biegu na 1500 metrów. Odpadł w przedbiegach tej konkurencji na halowych mistrzostwach Europy w 1975 w Katowicach.
Zwyciężył w biegu na 1500 metrów na  halowych mistrzostwach Europy w 1976 w Monachium, a na igrzyskach olimpijskich w 1976 w Montrealu zdobył brązowy medal na tym dystansie (za Johnem Walkerem z Nowej Zelandii i Ivo Van Dammem z Belgii). Na tych samych igrzyskach startował również w biegu na 800 metrów, ale odpadł w eliminacjach. Zdobył srebrny medal w biegu na 1500 metrów na halowych mistrzostwach Europy w 1977 w San Sebastián za Jürgenem Straubem z NRD.
Wellmann był mistrzem RFN w biegu na 800 metrów w 1973 i brązowym medalistą w 1971, a w biegu na 1500 metrów mistrzem w 1973, 1974 i 1976 oraz wicemistrzem w 1972 i 1975. W 1976 był mistrzem RFN w sztafetach 4 × 800 metrów i 4 × 1500 metrów. Był również halowym mistrzem RFN w biegu na 800 metrów w 1976 i 1977 oraz wicemistrzem w 1974, mistrzem w biegu na 1500 metrów w 1972 i 1973 oraz wicemistrzem w 1971 i 1975, a także mistrzem w sztafecie 3 × 1000 metrów w 1976.
Pracował jako trener lekkoatletyczny w klubie Bayer 04 Leverkusen w latach 1995–2017.

## Rekordy życiowe
| Konkurencja                | Data i miejsce               | Wynik   |
| -------------------------- | ---------------------------- | ------- |
| bieg na 800 metrów         | 30 maja 1976, Monachium      | 1:46,7  |
| bieg na 800 metrów (hala)  | 7 lutego 1976, Dortmund      | 1:47,24 |
| bieg na 1000 metrów        | 24 czerwca 1973, Monachium   | 2:17,6  |
| bieg na 1000 metrów (hala) | 16 stycznia 1976, Dortmund   | 2:19,1  |
| bieg na 1500 metrów        | 5 lipca 1976, Sztokholm      | 3:36,23 |
| bieg na 1500 metrów (hala) | 12 marca 1977, San Sebastián | 3:42,5  |
| bieg na milę               | 4 sierpnia 1976, Filadelfia  | 3:56,26 |
| bieg na 2000 metrów        | 19 września 1976, Menden     | 5:09,2  |
| bieg na 3000 metrów        | 1 maja 1976, Bonn            | 7:52,0  |